# Главкосмос
Акционерное общество «Главко́смос» — дочернее предприятие госкорпорации «Роскосмос», осуществляющее внешнеэкономическую деятельность в области ракетно-космической техники, участвующее в организации и проведении НИОКР, в том числе по созданию космической техники. Главной задачей компании является продвижение достижений российской космонавтики на мировые рынки и управление сложными космическими проектами.

## История

### Создание Главкосмоса СССР
6 февраля 1985 г. было издано постановление ЦК КПСС и Совета министров СССР о формировании специальной организации, главной задачей которой являлся поиск партнёров для коммерческого использования ракетно-космической техники, а также руководство работами в области космической деятельности в интересах народного хозяйства и научных исследований и международного сотрудничества. Главное управление по созданию и использованию космической техники для народного хозяйства, научных исследований и международного сотрудничества в мирном освоении космоса.
Во исполнение этого постановления 26 февраля 1985 г. приказом министра общего машиностроения была поставлена задача создания такой организации, а 23 мая подписан соответствующий приказ. Именно эта дата считается официальным днём рождения организации.
С 1986 года в соответствии с решением правительства Главкосмос СССР начал осуществлять коммерческие международные полёты. За истёкший период под руководством Главкосмоса СССР были осуществлены полёты космонавтов Сирии, Болгарии, Афганистана, Франции, на коммерческой основе — космонавтов Японии, Великобритании и Австрии, проведена серия экспериментов в сфере космических биотехнологий и медицины на орбитальной станции «Мир» и автоматических аппаратах «Фотон» и «Ресурс». Большое внимание уделялось работам по координации научных и народнохозяйственных проектов: исследованию природных ресурсов Земли (системы «Ресурс-О», «Ресурс-Ф», «Океан-О»), систем связи и навигации («Горизонт», «Экран», «Ураган»-«Глонасс», «Надежда», «Фобос», «Гранат», «Гамма») и др.

### Преобразование
В связи с распадом СССР 4 декабря 1991 года Главкосмос СССР преобразован в государственную хозрасчётную организацию, призванную заниматься реализацией коммерческих проектов в области ракетно-космической техники совместно с зарубежными странами и отдельными космическими агентствами и фирмами.
В последующие полтора десятилетия заключено и выполнено свыше 120 международных контрактов. Осуществлены запуски трёх индийских спутников серии ИРС, запуск первого аргентинского спутника с помощью российской ракеты-носителя, проведены лётные испытания индийской ракеты-носителя GSLV (2001, 2003) с российским кислородно-водородным блоком. Проводилась работа по созданию систем космической связи на основе российских коммуникационных спутников и разработке новых типов космических аппаратов. Регулярно организовывались и проводились выставки ракетно-космической техники в России и за рубежом, реализуются другие коммерческие проекты, в том числе пионерские по космической рекламе на борту орбитальных станций и на Земле.
В дальнейшем, имеющий статус акционерного общества, работал с десятками стран мира, среди которых Индия, Франция, Китай, Сирия, США, ФРГ, Швейцария, Бразилия и другие.
В апреле 2017 года согласно решению Госкорпорации «Роскосмос» и ООО "Международная космическая Компания «Космотрас» учредили акционерное общество «Главкосмос Пусковые Услуги» (GK Launch Services). Новая российская компания стала оператором по предоставлению коммерческих услуг по запуску космических аппаратов (КА) с использованием ракет-носителей (РН) семейства «Союз-2» и РН «Днепр», созданных на основе ракет «РС-20», с российских космодромов. «Главкосмосу» принадлежит 75 % акций созданной компании, «Космотрасу» — 25 %.
По итогам заседания Правления Госкорпорации «Роскосмос» 28 августа 2019 года состоялось наделение полномочиями оператора внешнеэкономической деятельности (ВЭД). Этот шаг призван повысить эффективность внешнеэкономической деятельности, создать единый механизм контроля за заключением и исполнением внешнеторговых сделок организаций отрасли.

## Маркетплейс
20 ноября 2019 года в рамках выставки SpaceTech Expo Europe в Бремене (Германия) «Главкосмос» представил «Единый портал продукции и комплектующих ракетно-космической промышленности». Интернет-проект, функционирующий на русском и английском языках, объединяет продукцию около 100 российских предприятий с несколькими сотнями единиц высокотехнологичной продукции для ракетно-космической отрасли, доступной для заказчиков по всему миру.

## Санкции

### США
13 мая 1992 года США ввели санкции против «Главкосмоса», заключившего контракт на $400 млн о продаже Индии ракетных двигателей. В августе 1995 года санкции были сняты после перезаключения индийского контракта на новых условиях (продажа готовых двигателей без передачи технологий).
23 июля 1998 года Иран провёл первое испытание баллистической ракеты. В ответ США ввели санкции против ряда российских предприятий, в том числе и «Главкосмоса», как посредника при заключении ракетных контрактов. В начале февраля 2010 года американское правительство отменило санкции, поскольку это «отвечает политическим интересам, а также интересам национальной безопасности США» (решение об отмене вступило в силу 10 марта 2010 года).

## Руководители
- Александр Иванович Дунаев (1985—1991)[13]
- Борис Васильевич Чернятьев (и. о. 2003?—2006)[14]
- Максим Анатольевич Шилов (2006—2013)[15]
- Юрий Дмитриевич Мироненко (2013—2016)[16]
- Денис Владимирович Лысков (2016—2018)[17][18][19]
- Дмитрий Владимирович Лоскутов (2018—2023)[20][21]
- Илья Сергеевич Тарасенко (с 2023-2025)[22][23]